# Festival de télévision de Monte-Carlo 2000
 (novembre 2016).
Le festival de télévision de Monte-Carlo 2000, 40e édition, s'est déroulé du 17 au 23 février 2000.

## Palmarès

### Programme long fiction
- Meilleur programme long de fiction : Bonhoffer - Agent of Grace  Allemagne
- Meilleur scénario : Caroline Bottaro pour Ma fille préférée  France
- Meilleure mise en scène : Daniel Alfredson pour Dodsklockan  Suède
- Meilleur acteur : Lino Banfi dans Vola Scisciu : The Savior of San Nicola  Italie
- Meilleure actrice : Orla Brady dans A Love Divided  Irlande

### Actualités
- Meilleur documentaire
  - Nymphe d'or : Kosovo : The Valley  Royaume-Uni
  - Nymphe d'argent : Rinjintachi No Senso - Kosovo : Hajdar Dushi Dori No Hitobito  Japon
  - Mention spéciale : FMI - Russie : l'Enjeu  France

- Meilleurs reportages d'actualité
  - Nymphe d'or : Compilation of Reports on the Kosovo Conflict  Royaume-Uni
  - Nymphe d'argent : Newsnight : South Africa Police  Royaume-Uni

### Mini-séries
- Meilleure mini-série : Warriors  Royaume-Uni
- Meilleure mise en scène : Billie Eltringham dans Kid in the Corner  Royaume-Uni
- Meilleur scénario : Tony Marchant dans Kid in the Corner  Royaume-Uni
- Meilleure actrice : Virna Lisi dans Balzac  France
- Meilleur acteur : Douglas Henshall dans Kid in the Corner  Royaume-Uni

### Prix spéciaux
- Prix spécial prince Rainier III : L'or vert (Envoyé Spécial)  France
- Prix AMADE-UNESCO : Dessine-moi un jouet  France
- Prix UNDA
  - Fiction : Ma Fille Préférée  France
  - Actualité : Mas Enlla del Dolor  Espagne
- Prix SIGNIS : War (Fremder Feind)  Allemagne
- Prix de la Croix-Rouge monégasque : Behind the Mask  États-Unis